# ENPP4
ENPP4 (англ. Ectonucleotide pyrophosphatase/phosphodiesterase 4 (putative)) – білок, який кодується однойменним геном, розташованим у людей на 6-й хромосомі. Довжина поліпептидного ланцюга білка становить 453 амінокислот, а молекулярна маса — 51 641.
| 10         |  | 20         |  | 30         |  | 40         |  | 50         |
| ---------- |  | ---------- |  | ---------- |  | ---------- |  | ---------- |
| MKLLVILLFS |  | GLITGFRSDS |  | SSSLPPKLLL |  | VSFDGFRADY |  | LKNYEFPHLQ |
| NFIKEGVLVE |  | HVKNVFITKT |  | FPNHYSIVTG |  | LYEESHGIVA |  | NSMYDAVTKK |
| HFSDSNDKDP |  | FWWNEAVPIW |  | VTNQLQENRS |  | SAAAMWPGTD |  | VPIHDTISSY |
| FMNYNSSVSF |  | EERLNNITMW |  | LNNSNPPVTF |  | ATLYWEEPDA |  | SGHKYGPEDK |
| ENMSRVLKKI |  | DDLIGDLVQR |  | LKMLGLWENL |  | NVIITSDHGM |  | TQCSQDRLIN |
| LDSCIDHSYY |  | TLIDLSPVAA |  | ILPKINRTEV |  | YNKLKNCSPH |  | MNVYLKEDIP |
| NRFYYQHNDR |  | IQPIILVADE |  | GWTIVLNESS |  | QKLGDHGYDN |  | SLPSMHPFLA |
| AHGPAFHKGY |  | KHSTINIVDI |  | YPMMCHILGL |  | KPHPNNGTFG |  | HTKCLLVDQW |
| CINLPEAIAI |  | VIGSLLVLTM |  | LTCLIIIMQN |  | RLSVPRPFSR |  | LQLQEDDDDP |
| LIG        |  |            |  |            |  |            |  |            |

A: Аланін

C: Цистеїн

D: Аспарагінова кислота

E: Глутамінова кислота

F: Фенілаланін

G: Гліцин

H: Гістидин

I: Ізолейцин

K: Лізин

L: Лейцин

M: Метіонін

N: Аспарагін

P: Пролін

Q: Глутамін

R: Аргінін

S: Серин

T: Треонін

V: Валін

W: Триптофан

Кодований геном білок за функцією належить до гідролаз. 
Задіяний у таких біологічних процесах, як зсідання крові, гемостаз. 
Білок має сайт для зв'язування з іонами металів, іоном цинку. 
Локалізований у клітинній мембрані, мембрані.